# Tsarichanka (Dnipropetrovsk)
Tsarichanka (en ucraniano: Царичанка) es un pueblo ucraniano perteneciente al óblast de Dnipropetrovsk. Situado en el centro del país, es parte del raión de Dnipró y parte del municipio (hromada) homónimo.

## Toponimia
El nombre del lugar en ruso es también Tsarichanka (en ruso: Царичанка).  

## Geografía
Tsarichanka está en la orilla derecha del río Oril, un afluente del Dniéper, 65 km al noroeste de Dnipró.    

## Historia
El asentamiento fue fundado en el siglo XVII, y entre 1784 y 1797 se llamó Oleksopil. En el siglo XIX, Tsarichanka era el centro administrativo del vólost homónimo del uyezd de Kobeliaki en la gobernación de Poltava del Imperio ruso.
El 5 de octubre de 1923, Tsarichanka se convirtió en el centro del raión de Tsarichanka de la gobernación de Poltava. En junio de 1925, el distrito entró en la gobernación de Yekaterinoslav. 
Durante la Segunda Guerra Mundial, las tropas alemanas entraron en el pueblo el 18 de septiembre de 1941, siendo recuperada por el Ejército Rojo el 24 de septiembre de 1943. Tsarichanka recibió el estatus de asentamiento de tipo urbano en 1957. 
Tsarichanka fue centro del raión de Tsarichanka hasta 2020, año en el que se hizo una reforma administrativa que redujo el número de raiones del óblast de Dnipropetrovsk a siete, y la ciudad pasó a ser parte del raión de Dnipró.En 2023, la localidad perdió el estatus de asentamiento de tipo urbano debido a la eliminación de este estatus administrativo.

## Demografía
La evolución de la población de Tsarichanka entre 1897 y 2022 fue la siguiente:
| 5496                                                          | 5655 | 6190 | 7403 | 8584 | 7933 | 7610 | 7654 | 7515 | 7105 |
| (Fuente: Cities & Towns of Ukraine y UKRAINE: Größere Städte) |      |      |      |      |      |      |      |      |      |

Según el censo de 2001, la lengua materna de la mayoría de los habitantes, el 94,64%, es el ucraniano; y del 4,9% es el ruso.

## Infraestructura

### Transporte
Tsarichanka se encuentra en la carretera que une Dnipró con Kobeliaki. En Tsarichanka, una carretera se desvía hacia el este hacia Magdalínivka y Jubinija. 